# Live for Speed
Live for Speed is een computerspel voor Windows. De racesimulator is uitgekomen op 13 juli 2003. Het is een gratis te spelen spel, maar voor het vrijgeven van alle mogelijkheden is een licentie benodigd.

## Spel
De ontwikkelaars wilden een realistische race-ervaring ontwerpen waarbij de speler in singleplayer tegen de computer kan racen. Er is ook een multiplayer-modus aanwezig waarbij met andere spelers kan worden geracet. Spelers kunnen snelste rondetijden neerzetten en rijlessen nemen in de trainingmodus.
De engine van het spel simuleert realistische fysieke beperkingen voor wat betreft de aerodynamica, aandrijving, versnellingsbak, oververhitting van de koppelingsplaten en schade aan de motor.
Fase 2 van het spel bevat 20 verschillende voertuigen, variërend van eenvoudige wagens tot raceauto's met 700 pk. Er zijn zeven racebanen die losjes zijn gebaseerd op daadwerkelijke plaatsen, zoals Londen, Kingston en Kioto.

## Uitgaven
- Fase 1, verscheen op 13 juli 2003
- Fase 2, verscheen op 24 juni 2005
- Fase 3, verscheen op 19 december 2015

## Ontvangst
Het spel is positief ontvangen en werd in 2003 door het Amerikaanse tijdschrift PC Gamer genomineerd voor de Beste Racespel-prijs. PC Gameworld gaf het spel in een recensie een beoordeling van 89%. Het Finse blad Pelit gaf het spel in 2004 een score van 92%.